# تاسو ۱۲۲۹۵
سیارک ۱۲۲۹۵ (به انگلیسی: 12295 Tasso، نامگذاری:1991PE3) دوازده هزار و دویست و نود و پنجمین سیارک کشف شده‌است که در ۲ اوت ۱۹۹۱ کشف شد.
قدر مطلق سیارک برابر ۱۷.۸ است.